# Kacze Buki (Gdynia)
Kacze Buki (kaszb. Kaczé Bùczi) – osiedle Gdyni, administracyjnie stanowiące część dzielnicy Wielki Kack. Położone jest na skraju kompleksu leśnego Lasów Oliwskich stanowiących część Trójmiejskiego Parku Krajobrazowego, w pasie Wzgórz Chwaszczyńskich.
Osiedle graniczy z wsią Chwaszczyno, gdańskim osiedlem Kukawka i gdyńskimi osiedlami Kolonią Chwaszczyno, Dąbrówką i Wielkim Kackiem właściwym.
Znajdują się tam stadnina koni Magra, osiedla mieszkaniowe Zielona Laguna, PortoVerde, Mieszkanie Plus oraz zajezdnia autobusowa. W skład wchodzą też tereny przemysłowe  po dawnym Polifarbie, na terenie którego mieści się ponad 20 firm, Główną osią osiedla jest ulica Starochwaszczyńska i Bieszczadzka. W odległości 2 kilometrów na północ od Kaczych Buków przebiega trójmiejska obwodnica, zaś na wschodzie trasa magistrali węglowej tzw. "Francuskiej" - linii kolejowej (Maksymilianowo-Gdynia), zbudowanej w latach 1928–1933 dla obsługi portu w Gdyni z ominięciem obszaru Wolnego Miasta Gdańsk.
Połączenie z centrum miasta umożliwiają trolejbusy (linie nr 23, 27 z Gdynią oraz 31 z Sopotem) i autobusy komunikacji miejskiej (linia nr 171, 172, 181 z Sopotem, 191, 193, K, R, X, Z).
Osiedle zostało włączone w obszar Gdyni w 1973 roku.
Poza granicami osiedla, na obszarze wsi Chwaszczyno i nad północnym brzegiem jeziora Osowskiego znajduje się część Kaczych Buków nie przyłączona w roku 1973 do Gdyni.